# Мельников, Владимир Владимирович
Владимир Владимирович Мельников (род. 10 марта 1948, село Поставское, Витебская область, БССР) — российский предприниматель, председатель совета директоров российской компании по производству одежды «Глория Джинс».

## Биография
Рос и воспитывался в обеспеченной семье с тремя старшими братьями. После смерти обоих родителей пошёл работать на завод Ростсельмаш в возрасте 14 лет. Работал в механосборочном цехе в качестве ученика токаря, затем специалистом 3 разряда.
Уволившись с завода, стал фарцовщиком: приобретал у иностранцев жвачку и сигареты, а потом в несколько раз дороже продавал школьникам. Владимир решил не останавливаться только на перепродаже мелких товаров. Он стал ездить в Туапсе, Ленинград, Сочи, Новороссийск, где начал покупать у иностранцев джинсы, плащи и прочую одежду. Потом он стал перепродавать иностранную валюту. Его постоянными покупателями были стоматологи, директора магазинов и цеховики. В то время этот бизнес был нелегальным, но рентабельным. Накопив денег с такого «предпринимательства», Владимир купил школьный аттестат, ведь среднее образование он не получил. Потом поступил в Ростовский торговый институт на товароведа.
Первую фабрику в Новошахтинске приобрёл в 1995 году за $500 000.
На 2007 год у «Глории Джинс» было 16 собственных магазинов, а 55 % продаж приходилось на опт и франчайзинг. В кризис компания отказалась от этих направлений и сосредоточилась на развитии собственной сети магазинов, потеряв в 2009 году $15 млн чистой прибыли. Но эти меры привели к росту оборота «Глории Джинс» в среднем на 55 % в год, в течение следующих 4 лет. Результаты компании в 2012 году — 23,3 млрд рублей выручки и 2,7 млрд рублей чистой прибыли, 48 фабрик в России и СНГ, 550 магазинов на территории РФ.
В октябре 2011 года был отмечен журналом «Forbes» как один из девяти самых необычных российских бизнесменов — сумасбродов, чудаков и эксцентриков.
1 ноября 2018 года передал пост генерального директора компании Шарэн Джестер Терни, являвшейся до этого генеральным директором Victoria’s Secret. Меньше чем через год она покинула пост, но осталась главой совета директоров «Глория Джинс». Вместо неё позицию генерального директора заняла приёмная дочь Мельникова — Алина Скиба.
Вдовец, но женился во второй раз на актрисе Виктории Богатырёвой, снимавшейся в сериале «Рынок шкур».
В 2022 году выручка группы компаний «Глория Джинс» составила 70 млрд рублей, показатель EBITDA группы вырос на 17,9 % и составил 12,5 млрд рублей, операционная прибыль увеличилась на 14,6 % до 10,2 млрд рублей. В 2022 году группа включала 675 магазинов более чем в 300 городах, за год было открыто 70 магазинов. Планы на 2023 год — увеличить инвестиционную программу в 1,7 раза, открыть до 130 магазинов.
Летом 2023 года Владимир Мельников объявил о решении выплатить по одному миллиону рублей всем сотрудникам, проработавшим в компании 10 лет и больше.

## Награды
- Благодарность Министра культуры и массовых коммуникаций Российской Федерации (19 мая 2005 года) — за значительный вклад в организацию и проведение Фестиваля духовной культуры в городе Ростов-на-Дону[9].